# Tsjegitoen
De Tsjegitoen (Russisch: Чегитун) is een rivier in het noordoosten van de Russische autonome okroeg Tsjoekotka. De rivier ontspringt vanaf de noordelijke hellingen van het Tsjoektsjengebergte. De Tsjegitoen stroomt vervolgens 137 km in noordwestelijke richting. Aan de benedenloop wordt een estuarium gevormd van 500 meter breed en gaat over in een lagune die in verbinding staat met de Tsjoektsjenzee. De benedenloop van de rivier ligt in het gelijknamige deelgebied "Tsjegitoenski" van Nationaal Park Beringia. De Tsjegitoen heeft een stroomgebied van 4.120 km².
De Tsjegitoen is een belangrijke paaigrond van de malma (Salvelinus malma malma), tarantsa (Salvelinus taranetzi), roze zalm (Oncorhynchus gorbuscha), chumzalm (Oncorhynchus keta) en rode zalm (Oncorhynchus nerka).